# 308 av. J.-C.
Cette page concerne l'année 308 av. J.-C. du calendrier julien proleptique.

## Événements
- 13 février (15 mars du calendrier romain) : début à Rome du consulat de Publius Decius Mus II et Quintus Fabius Maximus Rullianus III[1]. Fabius prend Nuceria et défait les Samnites et leurs alliés Marses. Decius soumet les cités étrusques de Tarquinia et de Volsinies ; les Ombriens viennent aider les Étrusques mais sont surpris par l'armée du consul Fabius de retour du Samnium[2]. Tarquinia doit conclure une nouvelle trêve de quarante ans[3].
- Printemps : Ptolémée Ier s'empare d'Andros, débarque dans le Péloponnèse, reçoit la soumission de Sicyone, occupe Corinthe et prend Mégare à Cassandre[4].
- Été :  Ptolémée négocie la paix avec Cassandre puis abandonne la Grèce continentale et rentre en Égypte[4].
- Hiver 308/307 : Démétrios quitte Éphèse avec une flotte de 250 bateaux et débarque en Grèce[5].

- En Chine, les armées de Qin occupent la partie occidentale du Henan[6].

## Naissances
- Arsinoé, princesse de Macédoine.

## Décès
- Bomilcar, général carthaginois, exécuté pour trahison.
- Cléopâtre de Macédoine.